# Laura Nolte
Laura Nolte (Unna, 23 november 1998) is een Duits bobsleepiloot. 
In 2022 behaalde zij samen met remster Deborah Levi op de Olympische Winterspelen 2022 de gouden medaille in de tweemansbob, individueel eindigde zij als vierde.

## Resultaten

### Olympische Winterspelen
| Jaar | Plaats | Resultaten                     |
| ---- | ------ | ------------------------------ |
| 2022 | Peking | in de tweemansbob · 4e monobob |

### Wereldkampioenschappen
| Jaar | Plaats       | Resultaten                        |
| ---- | ------------ | --------------------------------- |
| 2020 | Altenberg    | 18e in de tweemansbob             |
| 2021 | Altenberg    | in de tweemansbob · in de monobob |
| 2023 | Sankt Moritz | in de monobob                     |
| 2024 | Winterberg   | in de tweemansbob · in de monobob |

2002: Jill Bakken / Vonetta Flowers ·
2006: Sandra Kiriasis / Anja Schneiderheinze ·
2010: Kaillie Humphries / Heather Moyse ·
2014: Kaillie Humphries / Heather Moyse ·
2018: Mariama Jamanka / Lisa Buckwitz ·
2022: Laura Nolte / Deborah Levi